# النظام الغذائي للديون
يشير النظام الغذائي للديون إلى خطة إدارة الديون التي أصبحت شائعة من خلال سلسلة متعددة الأجزاء لبرنامج (أوبرا وينفري)، بُثت لأول مرة في 17 فبراير 2006. في هذه السلسلة، تعاونت أوبرا وينفري مع الخبراء الماليين (جان تشاتسكي و جليندا بريد فورث و ديفيد باخ )لإنشاء خطة خطوة بخطوة توضح كيفية التخلص من الديون.
النظام الغذائي للديون عبارة عن خطة من ثماني خطوات:
- النظام الغذائي للديون الخطوة 1: ما مقدار الديون التي لديك حقًا؟
- النظام الغذائي للديون الخطوة 2: تتبع إنفاقك وابحث عن أموال إضافية لسداد الديون
- النظام الغذائي للديون الخطوة 3: تعلم لعب لعبة بطاقات الائتمان
- النظام الغذائي للديون الخطوة 4: توقف عن الإنفاق
- النظام الغذائي للديون الخطوة 5: ضع خطة إنفاق شهرية
- النظام الغذائي للديون الخطوة 6: قم بزيادة دخلك
- النظام الغذائي للديون الخطوة 7: حدد أولويات ديونك وقم بزيادة درجة الائتمان الخاصة ب
- النظام الغذائي للديون الخطوة 8: فهم مشكلات الإنفاق والادخار[1]

## روابط خارجية
- حمية الديون في أوبرا